# The Way You Are (canção de Tears for Fears)
“The Way You Are” é uma canção da banda britânica Tears for Fears. Foi o sexto single lançado e o quarto a alcançar o UK Top 30 hit. Lançado como um single em novembro de 1983, foi concebido como um intermediário entre o primeiro e o segundo álbum da banda, principalmente para manter o o grupo na mídia. 
A canção foi a única na história do grupo a ser escrita por toda a banda, incluindo o tecladista Ian Stanley e o baterista Manny Elias. Sua composição aconteceu enquanto a banda estava ainda em turnê promovendo o álbum The Hurting em 1983, e foi gravada imediatamente após o final da turnê. Produzida por Chris Hughes e Ross Cullum (os mesmos produtores de The Hurting), a canção utilizou samples de vozes e ritmos, uma tendência crescente no movimento musical new wave na década de 1980. O baixista Curt Smith foi responsável por interpretar a canção.
Apesar de ter alcançado o top 30, a canção não foi incluída no álbum de maiores sucessos da banda em 1992, embora o trabalho em questão e seu lado b “The Marauders” tenham sido incluídos no álbum de lados b e raridades da banda Saturnine Martial & Lunatic (2006) , e no relançamento deluxe de Songs From the Big Chair (2006). A versão estendida de 12’’ da canção foi incluída da versão remasterizada do álbum The Hurting, de 1999.
Os membros da banda Roland Orzabal e Curt Smith demonstraram certo desgosto pela canção nos anos seguintes ao seu lançamento. Orzabal afirmou que era “o ponto em que percebemos que precisávamos mudar de direção”, enquanto Smith foi ainda mais direto ao proclamar que “foi a pior coisa que já fizemos”. 

## Lista de músicas
7": Mercury / IDEA6 (Reino Unido) / 814 954-7 (Austrália, Europa)
1. "The Way You Are" (4:53)
2. "The Marauders" (4:14)

2x7": Mercury / IDEAS6 (Reino Unido)
1. "The Way You Are" (4:53)
2. "The Marauders" (4:14)
3. "Change [Live in Oxford]" (4:36)
4. "Start of the Breakdown [Live in Oxford]" (5:53)

12": Mercury / IDEA612 (Reino Unido) / 814 954-1 (holanda) / 818 087-1 (Alemanha)
1. "The Way You Are [Extended Version]" (7:33)
2. "The Marauders" (4:14)
3. "Start of the Breakdown [Live in Oxford]" (5:53)

12": Mercury / 15PP-42 (Japão)
1. "The Way You Are [Extended Version]" (7:33)
2. "Pale Shelter [New Extended Version]" (6:41)
3. "The Marauders" (4:14)
4. "We Are Broken" (4:03)
5. "Start of the Breakdown [Live in Oxford]" (5:53)

## Desempenho nas paradas musicais
| Ano  | Parada musical                       | Posição |
| ---- | ------------------------------------ | ------- |
| 1984 | UK Singles (Official Charts Company) | 24      |